# Elecciones legislativas de Túnez de 1986
Las elecciones legislativas se llevaron a cabo en Túnez el 2 de noviembre de 1986. La Unión Patriótica, coalición entre el Partido Socialista Desturiano y la Unión General Tunecina del Trabajo, fue la única en participar, pues los partidos opositores boicotearon la elección denunciando fraude. Solo 15 candidatos independientes, que al final se retiraron, permanecieron casi hasta el final de la campaña. Como resultado, la Unión Patriótica ganó los 125 asientos. La participación electoral fue del 82.94%.